# Liptonovo sídlo

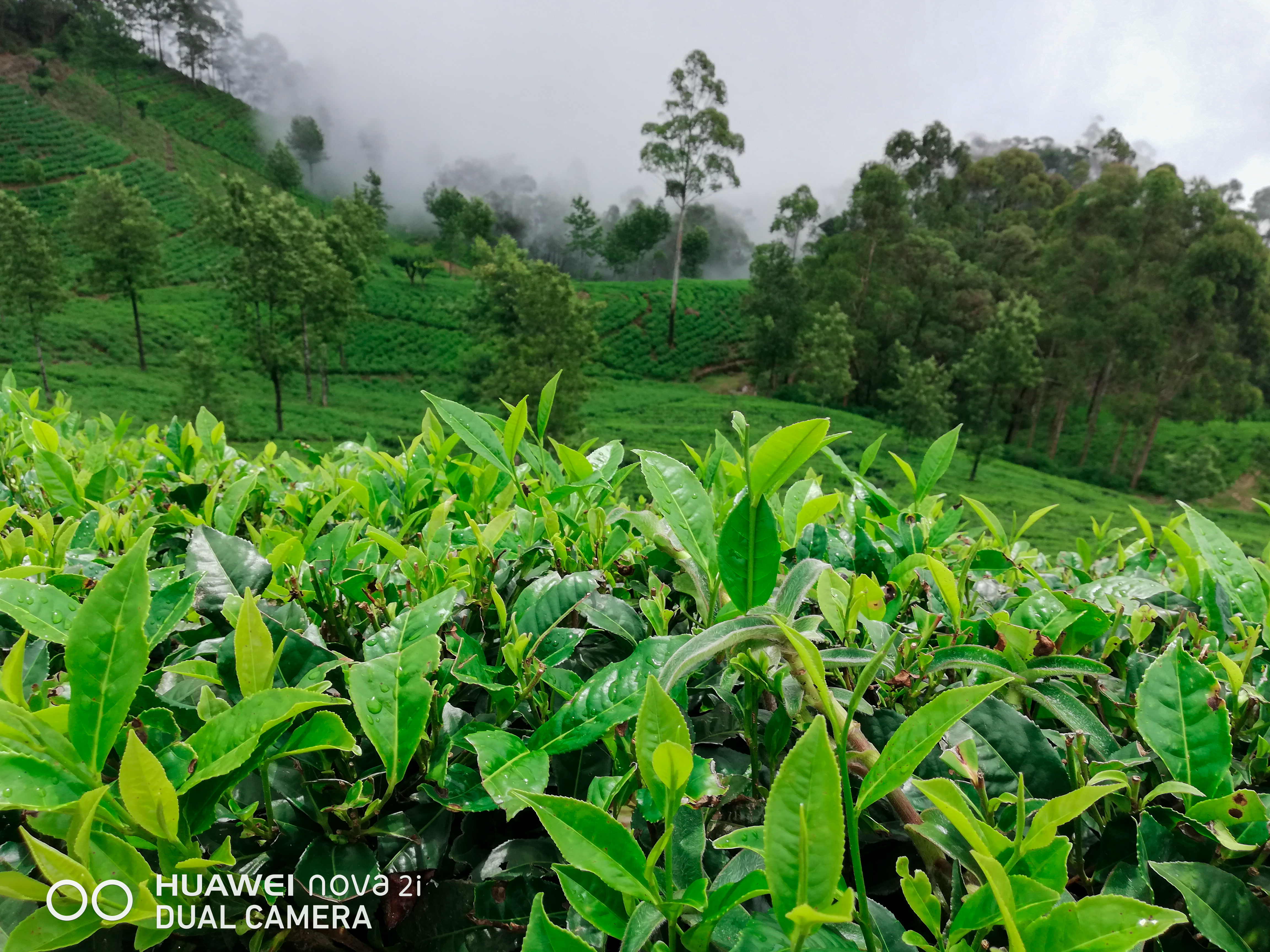
Čajové plantáže

Liptonovo sídlo (anglicky Lipton's Seat) je vyhlídkové místo, které se nachází v Poonagalských horách, v bujné vegetaci ve střední části Srí Lanky. Tyto plantáže jsou považovány za jedno z nejkrásnějších míst, které lze na Srí Lance navštívit.

## Historie
Toto místo proslavil sir Thomas Lipton nejen svými továrnami na zpracování čaje, ale především díky své oblíbené vyhlídce, z které pozoroval své plantáže. Vyhlídku lze navštívit ze dvou větších, turisticky atraktivních měst. Jedním z nich je město Ella, odkud cesta zabere dvě hodiny. Pokud turista volí rychlejší trasu, vyrazí z města Haputhale.
Než Sir Thomas Lipton založil čajovou továrnu na Srí Lance, začínal jako menší obchodník s obchody s potravinami. Protože chtěl zlepšit kvalitu svého zboží, začal cestovat, aby objevil co nejkvalitnější produkty. Jedním z nich byl právě čaj, který začal v roce 1890 pěstovat na vrcholcích hor Srí Lanky. Jeho vizí bylo prodávat ho v co nejpraktičtějším balení, v náležité kvalitě a za přijatelnou cenu. To se mu podařilo a vytvořil nejznámější Liptonský čaj. Právě ten je pěstován i v nynější době na vrcholcích Srílanských hor.
Na vrcholku plantáží se nachází vyhlídkový bod s bronzovou sochou sira Thomase Liptona.